# Cruel Summer (Lied)
Cruel Summer ist ein Lied von Bananarama aus dem Jahr 1983, das von der Band und dem Duo Jolley & Swain geschrieben wurde. Letztere produzierten auch den Song, der auf dem Album Bananarama erschien und im Film Karate Kid verwendet wurde.

## Geschichte
In einem Interview mit The Guardian sagte Sara Dallin von Bananarama, dass das Lied auf die dunklere Seite eines Sommers anspielt.

“The best summer songs remind you of your youth: what you did in your holidays, how it felt when you first kissed a boy, going away without your parents. For me, our hit, Cruel Summer, played on the darker side: it looked at the oppressive heat, the misery of wanting to be with someone as the summer ticked by. We've all been there!”

„Die besten Sommer-Lieder erinnern dich an deine Jugend: was du in den Ferien gemacht hast, wie es sich anfühlte, als du zum ersten Mal einen Jungen geküsst hast, das Ausgehen ohne deine Eltern. Für mich bezieht sich Cruel Summer auf die dunklere Seite: es handelte von der drückenden Hitze, das Elend mit jemandem zusammen sein zu wollen, während der Sommer vorüberging. Wir haben das alle erlebt!“

Der Song wurde am 27. Juni 1983 veröffentlicht. Durch die Verwendung im Film Karate Kid erreichte das Lied 1984 die Billboard Hot 100. Bananarama erlaubte allerdings nicht, dass das Stück auf dem Soundtrack-Album zum Film erschien. Trotzdem wurde das Lied in den Vereinigten Staaten ein Erfolg und erreichte Platz 9, was Bananaramas dortigen Durchbruch bedeutete.
1989 erschien von Bananarama eine weitere New-Jack-Swing-Version des Liedes mit dem Titel Cruel Summer ’89, die in den britischen Charts Platz 19 erreichte. Diese Version erschien erstmals 2005 auf der Bananarama-Kompilation Really Saying Something: The Platinum Collection.

## Musikvideo
Das Musikvideo wurde in New York gedreht. Im Video sieht man die Bandmitglieder als Kfz-Mechanikerinnen arbeiten. Später tanzt die Girlgroup mit Passanten auf einem Bürgersteig herum, währenddessen kommt ein Lastwagen. Als eins von den Mitgliedern Bananaramas einen Anruf in einer Telefonzelle tätigt, hält der Lastwagen an, und die Girlgroup bittet den Fahrer sie mitzunehmen, um vor der Polizei zu flüchten, die zuvor auf die Gruppe aufmerksam wurde. Der Fahrer fährt mit dem Lastwagen weg und die Girlgroup bewirft den verfolgenden Polizeiwagen mit Bananenschalen, um den Polizisten die Sicht zu versperren. Am Ende des Musikvideos steigt die Gruppe aus und geht zu einer Open-Air-Party. Die Polizisten stoßen dazu und tanzen mit den Sängerinnen und den Partygästen.

## Coverversionen
Am 30. Juni 1998 (USA; in Deutschland am 10. August 1998) veröffentlichten Ace of Base eine Coverversion des Liedes. Diese Fassung erschien auf dem Album Flowers, das in den USA Cruel Summer hieß.
Weitere Versionen erschienen 1995 von Jeremy Jackson, 2002 von Emma Daumas feat. Nolwenn Leroy, 2011 von Aidan Moffat sowie 2020 von Evanescence.